# Stora Stjärnsjön
Stora Stjärnsjön är en sjö i Borås kommun i Västergötland och ingår i Viskans huvudavrinningsområde.